# Église de la Nativité-de-la-Mère-de-Dieu de Zenica
Pour les articles homonymes, voir Église de la Nativité-de-la-Mère-de-Dieu.
L'église de la Nativité-de-la-Mère-de-Dieu (en serbe cyrillique : Црква Рођења Пресвете Богородице ; en serbe latin : Crkva Rođenja Presvete Bogorodice) est située en Bosnie-Herzégovine, sur le territoire de la ville de Zenica. Elle a été construite entre 1883 et 1885 et est inscrite sur la liste des monuments nationaux de Bosnie-Herzégovine.